# John Marley
John Marley (* 17. Oktober 1907 in New York City, New York; † 22. Mai 1984 in Los Angeles, Kalifornien) war ein US-amerikanischer Film- und Theaterschauspieler.

## Leben
John Marley, Sohn russischer Einwanderer in die USA, brach bereits früh das College in New York ab, um sich einer Theatergruppe anzuschließen, die auch teilweise am Broadway Engagements erhielt. Kurz nach seinem Filmdebüt, dem 1942 produzierten Filmdrama Native Land zog Marley als Mitglied des United States Army Signal Corps als Soldat in den Zweiten Weltkrieg. 1947 setzte er, nach seiner Rückkehr in die USA, mit einer kleinen Rolle im Film noir Der Todeskuß seine begonnene Filmkarriere fort. 
Marleys Karriere, obwohl sie knapp 150 Spielfilme bis in sein Todesjahr umfasste, blieb meist auf Nebenrollen beschränkt, in denen er besonders oft südländisch wirkende Charakterrollen verkörperte. Lange musste er sich in Kinofilmen mit kleineren bis mittleren Nebenrollen begnügen, während er zugleich in vielen beliebten US-Serien als Gastdarsteller zu sehen war. Erst in den 1960er-Jahren steigerte sich sein Bekanntheitsgrad. 
Einer seiner bekanntesten Filme war der 1964 produzierte Western Cat Ballou – Hängen sollst du in Wyoming. Einer seiner bekanntesten Filmauftritte erfolgte 1970 in dem Melodram Love Story als Vater von Ali MacGraws Hauptfigur, für seine Darstellung wurde er 1971 sowohl für den Oscar als auch Golden Globe Award in der Kategorie Bester Nebendarsteller nominiert. 1972 stand Marley für Francis Ford Coppola in Der Pate vor der Kamera als eigenwilliger Hollywood-Produzent, der den Einfluss der Familie Corleone unterschätzt. Die seltene Chance auf eine Hauptrolle erhielt Marley 1968 als unglücklich verheirateter Geschäftsmann in dem Independentfilm Gesichter von John Cassavetes; für diesen Auftritt erhielt er bei den Filmfestspielen von Venedig den Coppa Volpi.
Marley war zweimal verheiratet und Vater von vier Kindern, darunter Sohn Ben Marley, der heute ebenfalls als Schauspieler tätig ist. Im Mai 1984 musste sich der 76-jährige Marley einer Operation am offenen Herzen unterziehen, ein Eingriff, den er nicht überlebte. Er liegt in Emerson im US-Bundesstaat New Jersey begraben.

## Filmografie (Auswahl)
- 1942: Native Land
- 1947: Der Todeskuß (Kiss of Death)
- 1948: Stadt ohne Maske (The Naked City)
- 1949–1950: The Philco Television Playhouse (Fernsehserie, 3 Folgen)
- 1950: Hotel der Verlorenen (Guilty Bystander)
- 1951: Die Spur führt zum Hafen (The Mob)
- 1953: Der braune Bomber (The Joe Louis Story)
- 1953–1954: Three Steps to Heaven (Fernsehserie, 380 Folgen)
- 1953–1957: The Jackie Gleason Show (Fernsehserie, 3 Folgen)
- 1955: Der Schläger von Chicago (The Square Jungle)
- 1956: Auf den Schienen zur Hölle (Time Table)
- 1958: Laßt mich leben (I Want to Live!)
- 1959: Cheyenne (Fernsehserie, Folge 4x03)
- 1959: Peter Gunn (Fernsehserie, Folge 2x07)
- 1959: Law of the Plainsman (Fernsehserie, Folge 1x07)
- 1959–1960: This Man Dawson (Fernsehserie, 4 Folgen)
- 1960: Pay or Die
- 1960: Tausend Meilen Staub (Rawhide, Fernsehserie, Folge 2x31)
- 1960: Black Saddle (Fernsehserie, 1 Folge)
- 1960–1961: Hawaiian Eye (Fernsehserie, 2 Folgen)
- 1960–1961: Die Unbestechlichen (The Untouchables, Fernsehserie, 2 Folgen)
- 1960–1961: Abenteuer unter Wasser (Sea Hunt, Fernsehserie, 2 Folgen)
- 1961: The Rebel (Fernsehserie, Folge 2x19)
- 1961: Der zweite Mann (The Deputy, Fernsehserie, Folge 2x28)
- 1962: Surfside 6 (Fernsehserie, Folge 2x25)
- 1962: Perry Mason (Fernsehserie, Folge 5x25)
- 1962: 77 Sunset Strip (Fernsehserie, Folge 4x33)
- 1962–1963: Twilight Zone (The Twilight Zone, Fernsehserie, 2 Folgen)
- 1963: Ein Kind wartet (A Child Is Waiting)
- 1963: The Outer Limits (Fernsehserie, Folge 1x04)
- 1963: Getrennte Betten (The Wheeler Dealers)
- 1963: Die Unbezwingbaren (America America)
- 1963–1964: The Alfred Hitchcock Hour (Fernsehserie, 3 Folgen)
- 1963–1971: Nachdenkliche Geschichten (Insight, Fernsehserie, 4 Folgen)
- 1964: Preston & Preston (The Defenders, Fernsehserie, Folge 3x15)
- 1964: Das große Abenteuer (The Great Adventure, Fernsehserie, 2 Folgen)
- 1965: Hetzjagd in Ketten (Nightmare in the Sun)
- 1965: Cat Ballou – Hängen sollst du in Wyoming (Cat Ballou)
- 1965: Laredo (Fernsehserie, Folge 1x02)
- 1965: Rauchende Colts (Gunsmoke, Fernsehserie, Folge 11x04)
- 1965: The Lollipop Cover
- 1967: Verrückter wilder Westen (The Wild Wild West, Fernsehserie, Folge 2x27)
- 1967: Mannix (Fernsehserie, Folge 1x04)
- 1968: Die Leute von der Shiloh Ranch (The Virginian, Fernsehserie, Folge 6x22)
- 1968: Gesichter (Faces)
- 1968: Bonanza (Fernsehserie, Folge 10x02)
- 1968: Istanbul Express (Istanbul Express, Fernsehfilm)
- 1968: Here Come the Brides (Fernsehserie, Folge 1x06)
- 1968: To Die in Paris (Fernsehfilm)
- 1969: Planet der Giganten (Land of the Giants, Fernsehserie, Folge 1x24)
- 1969–1970: Der Chef (Ironside, Fernsehserie, 2 Folgen)
- 1969, 1971: The Name of the Game (Fernsehserie, 2 Folgen)
- 1969–1978: Hawaii Fünf-Null (Hawaii Five-O, Fernsehserie, 3 Folgen)
- 1970: Der Einsame aus dem Westen (A Man Called Sledge)
- 1970: The Bold Ones: The Senator (Fernsehserie, 2 Folgen)
- 1970: Love Story
- 1971: Bill Cosby (The Bill Cosby Show, Fernsehserie, Folge 2x25)
- 1971: Ein Mann greift zur Waffe (Clay Pigeon)
- 1971: Am helllichten Tag (In Broad Daylight, Fernsehfilm)
- 1972: Das Geheimnis des gelben Grabes (L’etrusco uccide ancora)
- 1972: Der Pate (The Godfather)
- 1972: The Family Rico (Fernsehfilm)
- 1972–1973: Cannon (Fernsehserie, 2 Folgen)
- 1973: Jory
- 1973: Im letzten Moment (The Alpha Caper, Fernsehfilm)
- 1973: FBI (The F.B.I., Fernsehserie, Folge 9x08)
- 1973: Blade
- 1974: Dead of Night (Deathdream)
- 1974: Petrocelli (Fernsehserie, Folge 1x09)
- 1974: Ein Sheriff in New York (McCloud, Fernsehserie, Folge 5x05)
- 1975: Baretta (Fernsehserie, Folge 1x04)
- 1975: Ein Mann nimmt Rache (Framed)
- 1976: Barnaby Jones (Fernsehserie, Folge 4x18)
- 1976: W.C. Fields and Me
- 1977: Delvecchio (Fernsehserie, Folge 1x16)
- 1977: Tödliche Rache (Kid Vengeance)
- 1977: Der Teufel auf Rädern (The Car)
- 1977: Ich bin der Größte (The Greatest)
- 1977: Der Killer muss warten (Telethon, Fernsehfilm)
- 1977: Ich bin der Boss – Skandal beim FBI (The Private Files of J. Edgar Hoover)
- 1978: Die Wiege des Satans (It Lives Again)
- 1978: Um Kopf und Kragen (Hooper)
- 1978: Vegas (Vega$) (Fernsehserie, Folge 1x07)
- 1979: Der unglaubliche Hulk (The Incredible Hulk, Fernsehserie, Folge 3x08 Heimkehr)
- 1980: Moviola – Marilyn: Die Geburt einer Legende (This Year’s Blonde) (Fernsehfilm)
- 1980: Ein Sommer in Manhattan (Tribute)
- 1981: Der unbekannte Zeuge (Word of Honor) (Fernsehfilm)
- 1981: Herzchirurg Dr. Vrain (Threshold)
- 1981: Der zweite Mann (The Amateur)
- 1982: Goldfieber (Mother Lode)
- 1982: Der verlorene Schatz von Cavette (Falcon’s Gold) (Fernsehfilm)
- 1983: Stromopoly – Der Strom, das Gas, die Liebe (Utilities)
- 1983: Hardcastle & McCormick (Hardcastle and McCormick) (Fernsehserie, Folge 1x03 Wer selbst im Glashaus sitzt …)
- 1985: On the Edge

## Auszeichnungen
- 1968: Coppa Volpi für Faces
- 1971: Oscar-Nominierung als Bester Nebendarsteller für Love Story
- 1971: Golden-Globe-Award-Nominierung als Bester Nebendarsteller für Love Story